# Федів Юлія Олександрівна
Юлія Олександрівна Федів (нар. 20 грудня 1986 у місті Чернівці) — менеджерка у сфері культури та медіа, культурна дипломатка та громадська діячка, переможниця Премії ООН Жінки та Українського Інституту у сфері культурного менеджменту 2021 року. Членкиня Правління Суспільного Мовлення з березня 2024 року.
Членкиня Наглядової Ради Українського Інституту (2021—2024). Національна координаторка з питань культури Офісу ЮНЕСКО в Україні (2023). Директорка ГО «Громадське телебачення» (2021—2022). Перша виконавча директорка державної установи Український культурний фонд (2018—2021), керівниця Національного Бюро програми ЄС у сфері культури та креативних індустрій «Креативна Європа» в Україні (2017—2021).

## Життєпис
Народилася у сім'ї лікарів.
Закінчила Чернівецьку гімназію № 1 (2004, з відзнакою), факультет історії, політології та міжнародних відносин (2009, магістр міжнародних відносин) і аспірантуру кафедри міжнародних відносин (2012, кандидат політичних наук) Чернівецького національного університету імені Юрія Федьковича, юридичний факультет Національної академії управління у Києві (2012, магістр права), юридичний факультет Бременського університету в Німеччині (2010, магістр міжнародного та європейського права), Сіракузький університет у штаті Нью-Йорк, США (2023, сертифікат з державного управління та лідерства).
Учасниця програми «Доброго врядування для управлінців зі Східної та Центральної Європи» за підтримки Міністерства закордонних справ Німеччини (2015—2016, Берлін). Закінчила програму «Стратегічного Архітектора» Києво-Могилянської Бізнес-Школи (2020—2021) та програму «Кризового менеджменту» Київської школи економіки (2021).
Проходила практику в Організації Об'єднаних Націй (2010) та у Німецькому Парламенті (2011).

## Професійна діяльність
Професійну діяльність розпочала 2008 року на посаді фахівця з міжнародних відносин Буковинського державного медичного університету.
З 2011 до 2016 у рамках програми підтримки німецького уряду працювала проектним менеджером Німецько-Польсько-Українського Товариства у місті Києві, де координувала культурно-мистецький проект для дітей, які опинилися у складних життєвих обставинах «Включення» та була дотична до створення Української мережі за права дитини.
З 2014 до 2016 координувала культурно-мистецькі та медійні проекти Академії «Німецької Хвилі» (журналістика, Берлін), інформаційного агентства n-ost (інформаційна політика, журналістика, Берлін-Київ), Європейської Театральної Конвенції (перформативне мистецтво, Київ).
З 2016 до 2017 координувала проекти регіонального розвитку Німецького агентства технічної допомоги Україні GIZ та Проекту «Партнерство з містами України» Фонду Конрада Аденауера та Engagement Global GmBH.
У 2017 очолювала напрямок розвитку креативних індустрій та тимчасово виконувала обов'язки директора в Українському центрі культурних досліджень.
З 2017 до 2021 очолювала Національне Бюро програми Європейського Союзу у сфері культури та креативних індустрій «Креативна Європа» в Україні.
У лютому 2018 за результатами конкурсу була обрана першою виконавчою директоркою новоствореного державного Українського культурного фонду, який очолювала до закінчення свого контракту 2021 року.
З 2021 до 2022 була директоркою ГО «Громадське телебачення».
З 2022 до 2023 була стипендіаткою програми Фулбрайт/Г.Гамфрі державного департаменту США, де проходила підвищення кваліфікації за спеціальністю державне управління у Сіракузькому університеті, штат Нью-Йорк. У 2023 була національною координаторкою з питань культури Офісу ЮНЕСКО в Україні.
У березні 2024 призначена членкинею правління Суспільного мовлення. За розподілом обов'язків відповідальна за соціально впливовий контент та спеціальні проєкти.
Знання мов: Англійська, Німецька, Російська, Українська — експерт, Польська — середній

## Громадська діяльність
З 2021 до 2024 рік була членкинею Наглядової ради державної установи «Український інститут».
З 2024 року є членкинею Коаліції дієвців культури.

## Відзнаки
- Премія ООН Жінки та Українського Інституту Women in Arts 2021 у категорії «Культурний менеджмент».[5]